# Grégor Chapelle
Pour les articles homonymes, voir Chapelle (homonymie).
Grégor Chapelle est une personnalité publique francophone belge, né au Togo en 1974. Ancien chef de file du mouvement étudiant (Président de la FEF 1996 - 1997), ancien avocat au Barreau de Bruxelles (entre autres avocat de plaignants birmans contre Total pour complicité de crimes contre l’humanité en Birmanie), auteur de plusieurs essais (aux éditions Couleur Livres), ancien directeur général d’Actiris (le service public pour l’emploi bruxellois), il est aujourd’hui chroniqueur dans le journal L’Echo (Chroniques « Lettres à Lucie »). Il s’y définit comme « Entrepreneur social et environnemental ».

## Parcours
Après des études de droit à l'Université catholique de Louvain, Grégor Chapelle obtient une maîtrise d'administration publique à la Kennedy School of Governement de l'Université Harvard.
Grégor Chapelle a été entre autres fondateur de l'organisation Oxyjeunes/Hydrojeunes pour jeunes en difficulté. Lors de ses études à l'UCL, il s'engage dans le mouvement étudiant; il présidera la Fédération des étudiants francophones (de Belgique) pendant l'année 1996-97. Il est également cofondateur et fut porte-parole de l'association Actions Birmanie qui défend les plaignants birmans dans l'affaire les opposant, sur base de la loi de Compétence universelle, à la société TotalFinaElf.
Après avoir travaillé un temps dans le cabinet international de conseil en gestion McKinsey, il cofonde en 2006 le Cabinet d'Avocats du Quartier des Libertés, un cabinet qui se présente comme engagé pour l'accès de tous à la justice.
Ancien membre du Parti socialiste belge, Grégor Chapelle a fondé son action politique sur une union des forces de gauche depuis le niveau local et un réveil de ce qu'il appelle les solidarités chaudes entre citoyens pour lutter contre les forces dites régressistes qui, sous la pression de la mondialisation économique, remettent en cause les acquis sociaux du siècle dernier. Il s'est également engagé contre le cumul des mandats de la part des élus.
Candidat pour la première fois lors d'élections communales en 2006, il a été élu conseiller communal et est devenu échevin de la commune de Forest (dans la Région bruxelloise) où il avait en charge l'emploi, le commerce, le développement économique, l'économie sociale et la revitalisation des quartiers. 
Le Jeudi 19 mai 2011, le gouvernement bruxellois a nommé Grégor Chapelle comme nouveau directeur général d'Actiris, l'Office régional bruxellois de l'Emploi. Il a démissionné de son mandat d'échevin à la commune de Forest et est entré en fonction chez Actiris le 1er juin 2011 et
succède à Eddy Courthéoux. Le jeudi 26 mai 2016, le gouvernement bruxellois l'a reconduit pour un second mandat de 5 ans. 
Pendant les 10 années de direction de Grégor Chapelle à Actiris, le budget annuel du service public d'emploi bruxellois a augmenté à plus de 700 millions d'euros, et son équipe est passée d'environ 650 à 1 600 membres. Sa gestion s'est caractérisée par une approche dynamique, mettant l'accent sur la fourniture de solutions aux employeurs (à travers la création du service Select Actiris) et aux chercheurs d'emploi (via le lancement du programme "Garantie Jeunes", et la mise en place du service anti-discrimination "Actiris Inclusive"). Il a également favorisé un changement de culture interne, encourageant un management participatif basé sur la confiance envers les compétences des employés sur le terrain. De plus, il a supervisé le déménagement du siège d'Actiris vers la Tour Astro, afin de rapprocher Actiris de Bruxelles Formation (le service public de formation en français) et du VDAB (le service public de formation en néerlandais). Sous sa direction, le taux de chômage à Bruxelles a connu une diminution significative, tant en termes absolus (baisse de 20% sur 62 mois) que pour le chômage des jeunes (réduction de 40% sur 78 mois). 
Grégor Chapelle ne s’est pas représenté pour un 3ème mandat. Sa direction générale d’Actiris a donc pris fin le 31 mai 2021. 
De 2021 à 2023, Grégor Chapelle a été le CEO de l’ASBL Kick Belgium, une nouvelle organisation visant à accélérer la transition écologique et la régénération de la biodiversité au niveau local,. Dans ce rôle, il a dirigé la création de la vision stratégique, de la mission et des valeurs de Kick. Il a recruté les premiers membres de l’équipe et mis en place les outils opérationnels nécessaires à sa croissance. Sous sa houlette, le programme a commencé à être implémenté dans quatre communes belges : Rochefort, Amay, Grez-Doiceau et Chaudfontaine. 
Grégor Chapelle est actuellement chroniqueur pour le quotidien L’Echo et administrateur auprès de la Fondation Bernheim,, du Fonds Reine Mathilde et de The Shift asbl. Il a co-fondé et été administrateur de plusieurs organisations, telles que Oxyjeunes/Hydrojeunes et Actions Birmanie et plus récemment la coopérative Hyppy. 
Le 28 mars 2024, Grégor Chapelle est nommé CEO de la Chapelle musicale Reine Élisabeth. Il succède ainsi à Bernard de Launoit, décédé un an plus tôt. Il prendra ses fonctions le 29 avril,,. 